# 朴英規
朴 英規（パク・ヨンギュ、朝鮮語: 박 영규、生没年不詳）は新羅末期から高麗初期の門閥豪族。本貫は順天朴氏の祖。

## 人物
全羅道昇州出身。第54代景明王の末裔で、後百済の甄萱の女婿となり、将軍として活躍した。936年、高麗の王建に帰附の意思を伝える書簡を送り、甄萱の長男・甄神剣を討つならば内応すると約束した。後百済滅亡後は、高麗において優遇され、娘2人が第3代定宗の王妃（文恭王后・文成王后）となっている。